# Xã Dallas, Quận St. Clair, Missouri
Xã Dallas (tiếng Anh: Dallas Township) là một xã thuộc quận St. Clair, tiểu bang Missouri, Hoa Kỳ. Năm 2010, dân số của xã này là 420 người.